# 孟库依河
孟库依河也称孟库伊河、孟贵河、满归河（汉语拼音字母：Manhui gôl），位于中华人民共和国内蒙古自治区根河市境内，是激流河右岸支流，发源于根河市东北部大兴安岭西北麓稚鸡场山西麓，蜿蜒向西北流至满归镇北汇入激流河。河长66.8千米，流域面积901.6平方千米。年均径流量2.77亿立方米。孟库依河地处大兴安岭西北坡原始森林区，森林覆盖率达73.6%，绝大部分尚未开放，仍保持原始生态。

## 名称
河名源于通古斯语，是“激流河”之意（俄语意译 «быстрая река» “贝斯特拉雅河”）。布里亚特学者宝拉德（ᠷᠠᢐᠨᠠ᠋ ᠶᠢᠨ
ᠪᠣᠯᠣᠳ）认为，蒙兀得名于孟库依河，是通古斯人对蒙兀先民的称呼被蒙兀先民接受的结果，且在早期蒙语中读作“Manggul”。